# Carl Thegner
Carl Thegner, född 9 november 1707 i Stockholm, död 27 januari 1768 på Rickebasta, Alsike socken, var en svensk friherre, jaktjunkare, lantjägare, hejderidare och grafiker.

## Biografi
Carl Thegner var son till hovrättsrådet Olof Thegner i Svea hovrätt och Maria Grönhagen och från 1744 gift med Maria Magdalena Leijonmarck. Han studerade tillsammans med barndomsvännen Carl Reinhold Berch bildgravyr för Johannes van den Aveelen 1715–1718. Bland hans arbeten märks ett porträtt av Fredrik I.